# Francis Tournefier
Francis Tournefier (Cosne-Cours-sur-Loire, 28 de febrero de 1964) es un deportista francés que compitió en halterofilia.
Ganó una medalla de bronce en el Campeonato Mundial de Halterofilia de 1991 y una medalla de bronce en el Campeonato Europeo de Halterofilia de 1990, ambas en la categoría de 100 kg. Participó en dos Juegos Olímpicos de Verano, ocupando el quinto lugar en Seúl 1988 y el cuarto en Barcelona 1994, también en la categoría de 100 kg.

## Palmarés internacional
| Campeonato Mundial | Campeonato Mundial        | Campeonato Mundial | Campeonato Mundial |
| Año                | Lugar                     | Medalla            | Categoría          |
| ------------------ | ------------------------- | ------------------ | ------------------ |
| 1991               | Donaueschingen (Alemania) | Medalla de bronce  | 100 kg             |
| Campeonato Europeo |                           |                    |                    |
| Año                | Lugar                     | Medalla            | Categoría          |
| 1990               | Ålborg (Dinamarca)        | Medalla de bronce  | 100 kg             |